# 亀有
亀有（かめあり）は、東京都葛飾区北部にある地名。現行行政町名は亀有一丁目から亀有五丁目。住居表示実施済区域。

## 地理
以前の亀有地域は、日立製作所や日本紙業（現：日本大昭和板紙）、三共（現：第一三共）などの工場を擁する工業地域だった。現在、これらの工場は撤退し、主にJR常磐線亀有駅を中心とした商店街と閑静な住宅街から形成されている。
また、亀有駅を中心とした生活エリア全体を隣接する足立区域も含め、亀有と呼ぶケースもある。
中川の西岸に位置し、北は足立区に接している。隣接する行政上の町名は、北は足立区中川および東和、東は中川を挟んで対岸に新宿（にいじゅく）、南は青戸、白鳥（しらとり）、西は西亀有である。西亀有は1965年の住居表示実施までは砂原町と呼ばれた地域である。南東の青戸の向こうには国道6号が通る。
なお、地名から「カメ」に因んだ物品・モニュメントも地域内に多く存在する。

### 地価
住宅地の地価は、2025年（令和7年）1月1日の公示地価によれば、亀有2-18-7の地点で38万8000円/m2となっている。

## 再開発

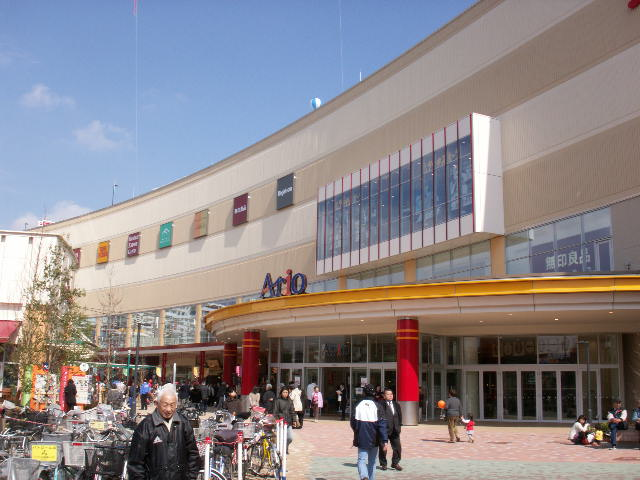
アリオ亀有

地域北部にあるJR常磐線亀有駅を中心とした地域は、葛飾区内でも有数の商業地域であり、現在も駅周辺に狭小な商店街が連なっている。
約20年に及ぶ南口再開発事業の末、1996年に4棟の商業ビル、マンション、駐車場等を擁するリリオ商店街が開業した。当初は西友が亀有西武店での出店を予定していたが、バブル崩壊で出店中止となり、再開発事業は1年近く頓挫。結局、核テナントとしてイトーヨーカドーが出店した。そのほか、多目的ホール「かめあり リリオ・ホール」や葛飾区亀有地区センター（亀有区民事務所、集会所等）などが所在する。
亀有は、南北両側の商店街に下町のかおりを色濃く残しているが、この再開発で大きく変わりつつある。さらに、2006年3月3日にリリオ以来の大規模再開発として日本板紙亀有工場跡地に大規模ショッピングセンター「アリオ亀有」が開業し、商業地域はますます活況を呈している。

### 治安・風紀の維持
2012年、東京都は亀有三丁目および五丁目を都迷惑防止条例に基づき、客引きやスカウトのみならず、それらを行うために待機する行為なども禁止する区域に指定した。
さらに2019年には同じく亀有三丁目および五丁目を暴力団排除条例に基づき、暴力団排除特別強化地域に指定。地域内では暴力団と飲食店等との間で、みかじめ料のやりとりや便宜供与などが禁止され、違反者は支払った側であっても懲役1年以下または罰金50万円以下の罰則が科される。

## 地名の由来
この地域はかつて亀無・亀梨（かめなし）と呼ばれていた。応永5年（1398年）の『下総国葛西御厨注文』で「亀無」、永禄2年（1559年）の『小田原衆所領役帳』で「亀梨」の表記が見られる。この名は、低湿地帯の中に「亀」の甲羅の形を「成す」土地だからということで付けられたといわれている。
この地名は「無し」に通じて縁起が悪いとされ、江戸時代初期（1644年頃）に『正保国絵図』を作成する為の報告書提出の際、現在の名に改められた。

## 登場作品

サンバ両さん像（2010年建立）

- 亀有出身の漫画家、秋本治による漫画作品『こちら葛飾区亀有公園前派出所』、および当作品を元にしたアニメ作品の舞台として登場。
  - 実際には、亀有駅北口に亀有駅北口交番、「亀有公園」は存在するものの、「亀有公園前派出所」という名の交番は存在しない[10]。
  - 2006年2月11日、亀有駅北口前に主人公・両津勘吉の銅像が設置された。また、南側にも祭り袢纏姿の同様の銅像が同年11月18日に設置された。同年3月3日に開業したアリオ亀有には当作品をテーマとしたアミューズメントパーク「こち亀ゲームぱ〜く」が出店している。2008年11月8日、亀有銀座商店会ゆうろーど、中央ポケットパーク内に「少年両さん像」が設置され、当時の麻生太郎内閣総理大臣が参加し除幕式が行われた。2019年2月現在、こち亀銅像は15体ある[11]。

## 世帯数と人口
2023年（令和5年）1月1日現在（東京都発表）の世帯数と人口は以下の通りである。
| 丁目       | 世帯数     | 人口     |
| ---------- | ---------- | -------- |
| 亀有一丁目 | 2,182世帯  | 4,168人  |
| 亀有二丁目 | 3,371世帯  | 6,054人  |
| 亀有三丁目 | 3,945世帯  | 7,546人  |
| 亀有四丁目 | 2,069世帯  | 3,966人  |
| 亀有五丁目 | 3,013世帯  | 5,276人  |
| 計         | 14,580世帯 | 27,010人 |

### 人口の変遷
国勢調査による人口の推移。
| 年                 | 人口   |
| ------------------ | ------ |
| 1995年（平成7年）  | 22,154 |
| 2000年（平成12年） | 22,220 |
| 2005年（平成17年） | 22,559 |
| 2010年（平成22年） | 25,123 |
| 2015年（平成27年） | 25,442 |
| 2020年（令和2年）  | 26,303 |

### 世帯数の変遷
国勢調査による世帯数の推移。
| 年                 | 世帯数 |
| ------------------ | ------ |
| 1995年（平成7年）  | 9,546  |
| 2000年（平成12年） | 9,960  |
| 2005年（平成17年） | 10,174 |
| 2010年（平成22年） | 11,796 |
| 2015年（平成27年） | 12,176 |
| 2020年（令和2年）  | 13,172 |

## 学区
区立小・中学校に通う場合、学区は以下の通りとなる（2021年4月時点）。
| 丁目       | 番地                             | 小学校               | 中学校               |
| ---------- | -------------------------------- | -------------------- | -------------------- |
| 亀有一丁目 | 1～4番 7番                       | 葛飾区立白鳥小学校   | 葛飾区立亀有中学校   |
| 亀有一丁目 | 12～28番                         | 葛飾区立道上小学校   | 葛飾区立亀有中学校   |
| 亀有一丁目 | 5〜6番 8〜11番                   | 葛飾区立亀青小学校   | 葛飾区立亀有中学校   |
| 亀有二丁目 | 全域                             | 葛飾区立亀青小学校   | 葛飾区立亀有中学校   |
| 亀有三丁目 | 35～37番 41番 49〜56番           | 葛飾区立亀青小学校   | 葛飾区立亀有中学校   |
| 亀有三丁目 | 1〜25番 30〜34番 38〜40番        | 葛飾区立道上小学校   | 葛飾区立亀有中学校   |
| 亀有三丁目 | 26〜29番 42〜48番                | 葛飾区立中之台小学校 | 葛飾区立一之台中学校 |
| 亀有四丁目 | 6～7番 11～14番 23～30番         | 葛飾区立道上小学校   | 葛飾区立一之台中学校 |
| 亀有四丁目 | 4〜5番 8〜10番 15〜22番 31〜40番 | 葛飾区立道上小学校   | 葛飾区立亀有中学校   |
| 亀有四丁目 | 1〜3番                           | 葛飾区立上千葉小学校 | 葛飾区立亀有中学校   |
| 亀有五丁目 | 全域                             | 葛飾区立中之台小学校 | 葛飾区立一之台中学校 |

## 事業所
2021年（令和3年）現在の経済センサス調査による事業所数と従業員数は以下の通りである。
| 丁目       | 事業所数    | 従業員数 |
| ---------- | ----------- | -------- |
| 亀有一丁目 | 84事業所    | 707人    |
| 亀有二丁目 | 179事業所   | 1,411人  |
| 亀有三丁目 | 681事業所   | 8,688人  |
| 亀有四丁目 | 116事業所   | 1,013人  |
| 亀有五丁目 | 343事業所   | 2,853人  |
| 計         | 1,403事業所 | 14,672人 |

### 事業者数の変遷
経済センサスによる事業所数の推移。
| 年                 | 事業者数 |
| ------------------ | -------- |
| 2016年（平成28年） | 1,474    |
| 2021年（令和3年）  | 1,403    |

### 従業員数の変遷
経済センサスによる従業員数の推移。
| 年                 | 従業員数 |
| ------------------ | -------- |
| 2016年（平成28年） | 14,206   |
| 2021年（令和3年）  | 14,672   |

## 交通

### 鉄道
- 東日本旅客鉄道（JR東日本）常磐緩行線■亀有駅

新たな鉄道路線として東京地下鉄有楽町線の延伸計画や環七高速鉄道の建設計画がある。

### 道路・橋梁
- 東京都道318号環状七号線（環七通り）
- 東京都道467号千住新宿町線（江北橋通り、旧水戸街道）
- カメアリゆうろーど
- 亀有花の木通り
- つくし通り
- 亀有さくら通り
- 中川橋（中川に架かる橋）
- 曳舟通り

## 施設

### 行政
- 葛飾区役所亀有区民事務所（亀有三丁目）

### 警察署
- 亀有警察署（新宿四丁目に所在） - 隣接する新宿（にいじゅく）に所在する。当初は寺島警察署亀有分署として設置、亀有警察署に格上げ後に葛飾警察署に改称、本田警察署（現在の葛飾警察署）を分離した際に再度亀有警察署と改称し、現在の「花蔵」（日本蕎麦店）の位置に移転。どちらも旧水戸街道に面している。
  - 亀有警察署の当初の設置場所には後にイトーヨーカ堂亀有店が出店した。イトーヨーカ堂は亀有駅南口再開発後に駅前に移転し、建物はジャパンホームバリューとなったが、2009年以降はマンションが建てられた。

### 消防署
- 金町消防署 亀有出張所（亀有一丁目）

### 教育
- 葛飾区立道上小学校（亀有四丁目）
- 葛飾区立中之台小学校（亀有五丁目）
- 葛飾区立亀青小学校（青戸八丁目）
- 葛飾区立亀有中学校（亀有四丁目）
- 東京都立葛飾野高等学校（亀有一丁目）
- 葛飾区立亀有児童館（亀有一丁目）

### 文化
- 葛飾区立亀有図書館（亀有一丁目）
- 葛飾区亀有地区センター（亀有三丁目）
- かめありリリオホール（亀有三丁目）
- 亀有学び交流館（旧・社会教育館。お花茶屋三丁目）
- 亀有集い交流館（亀有一丁目）
- 亀有北集い交流館（亀有五丁目）
- 亀有東集い交流館（亀有五丁目）

### 商業・企業
- リリオ商店街（亀有三丁目）
  - イトーヨーカドー亀有駅前店
  - ノジマ亀有店
- アリオ亀有（亀有三丁目）
- 亀有銀座商店街(ゆうろーど)（亀有三丁目）
- 亀有中央商店街（亀有三丁目）
- 亀有前津本通り商店街（亀有二丁目）
- 亀有上宿商店街（亀有二丁目）
- 亀有北口商店街（亀有五丁目）

### 医療機関
- 亀有病院（亀有三丁目） 医療法人財団謙仁会
- 東京都保健医療公社東部地域病院（亀有五丁目）
- 東京都赤十字血液センター 葛飾出張所（亀有五丁目）
- 亀有中央病院（亀有二丁目）医療法人社団湘南会
- 亀有みんなのクリニック（亀有二丁目）　医療法人社団湘南会

### 郵便局・金融機関
- 亀有郵便局（亀有三丁目）
- 亀有駅前郵便局（亀有五丁目）
- 亀有二郵便局（亀有二丁目）
- 三井住友銀行 亀有駅前出張所（亀有三丁目）
- みずほ銀行 亀有支店（亀有五丁目）
- 三菱UFJ銀行 亀有支店（亀有三丁目）
- きらぼし銀行 亀有支店・北綾瀬支店（亀有三丁目）
- 亀有信用金庫 本店（亀有三丁目）
- 第一勧業信用組合 亀有支店（亀有三丁目）

### 寺社
- 本多山蓮光寺（亀有一丁目）あなかしこWeb　猫の足あと
- 南松山香念寺（亀有二丁目）亀有 浄土宗香念寺　猫の足あと
- 関口山祥雲寺（亀有二丁目）猫の足あと
- 普明山慈眼寺（亀有二丁目）猫の足あと
- 香取山恵明寺（亀有三丁目）猫の足あと
- 紫雲山光明寺（亀有三丁目）猫の足あと
- 亀有香取神社（亀有三丁目）- 玄恵の井。ここの祭礼は今や区内最大である。江戸時代の社殿・拝殿が、招魂社・舞殿として残る。亀有香取神社　猫の足あと
- 直指山見性寺（亀有五丁目）猫の足あと
- 王真山長永寺（亀有五丁目）猫の足あと

### その他
- 亀有教会（亀有二丁目）2011年7月より日本キリスト教団を離れてプロテスタント単立教会となる。足立区東和４丁目にカトリック亀有教会がある。
- 天理教東亀有分教会（亀有二丁目）
- 七福神像（亀有上宿商店街）
- 曳舟川親水公園
- 一里塚跡（水戸黄門のオブジェ）

## 歴史
江戸時代は水戸黄門像が立地する場所に水戸街道の一里塚が置かれるなど、交通の要衝だったが、大部分は明治になってもひなびた農村だった。明治に入り、地域は南葛飾郡亀有村となり、1889年の町村制施行に伴う再編でその大部分は青戸村と合併して亀青村の一部となった。1919年に日本紙器製造（→日本紙業→日本大昭和板紙）亀有工場が、1938年には日立製作所亀有工場が進出するなど、大正以降、特に関東大震災以降に工業地域として発展した。1932年に亀青村が東京市に編入され、地域は新たに成立した葛飾区の一部となった。
第二次世界大戦では被害がほとんどなかったため、戦後は都心部から人口が流入し、急速に住宅地化が進んだ。特に江東区、墨田区、台東区、荒川区などからの流入が多く、下町の気風はこの地に移転したかの観がある。これは葛飾区全体に言えることである。

## その他

### 日本郵便
- 郵便番号 : 125-0061[3]（集配局 : 葛飾新宿郵便局[22]）。